# Tirs de Sozòpolis
Tirs (mort cap a l'any 251) és un sant màrtir venerat al cristianisme. Va morir martiritzat a Sozòpolis de Pisídia (també anomenada Apol·lònia), a Frígia, durant la persecució de Deci, juntament amb Cal·línic i Leuci. La tradició diu que va patir moltes tortures i va ser condemnat a ésser serrat per la meitat. La serra, però, pesava tant que els botxins no van poder fer-la servir; Tirs, igualment, va morir. També venerats com a sants, Leuci d'Apol·lònia va ser penjat, torturat amb un rascle i decapitat; Cal·línic d'Apol·lònia era un sacerdot pagà que va convertir-se en veure el martiri de Tirs i va ser decapitat.

## Veneració

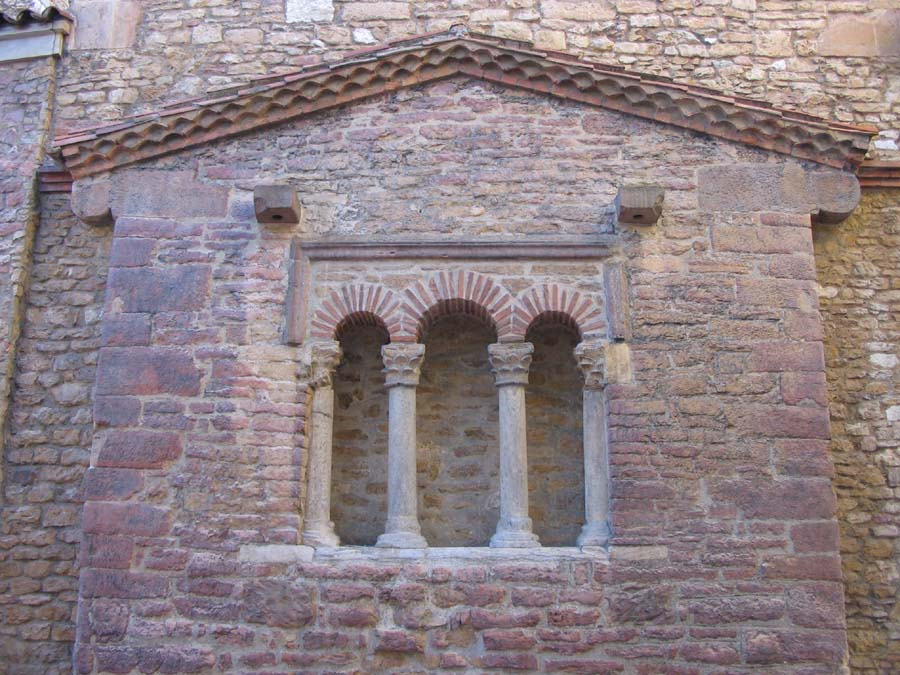
Església de San Tirso a Oviedo

El culte a Sant Tirs es deu a immigrants grecs que el van introduir a Hispània a través de la ciutat de Mèrida.
Les relíquies de Tirs van ser dutes a Constantinoble. Es deia que una part se'n guardava a Toledo, d'on van traslladar-se durant la invasió musulmana fins a Oviedo, a l'església de San Tirso. Des d'allí, el seu culte es va estendre pel Regne de Lleó i, després, al Regne de Castella i Portugal, on durant l'edat mitjana va tenir molta devoció (hi era conegut com a San Tirso).
Part de les relíquies van arribar a la catedral de Sisteron, als Alps de l'Alta Provença, anomenada Cathédrale Notre-Dame-et-Saint-Thyrse.